# Wieselbach

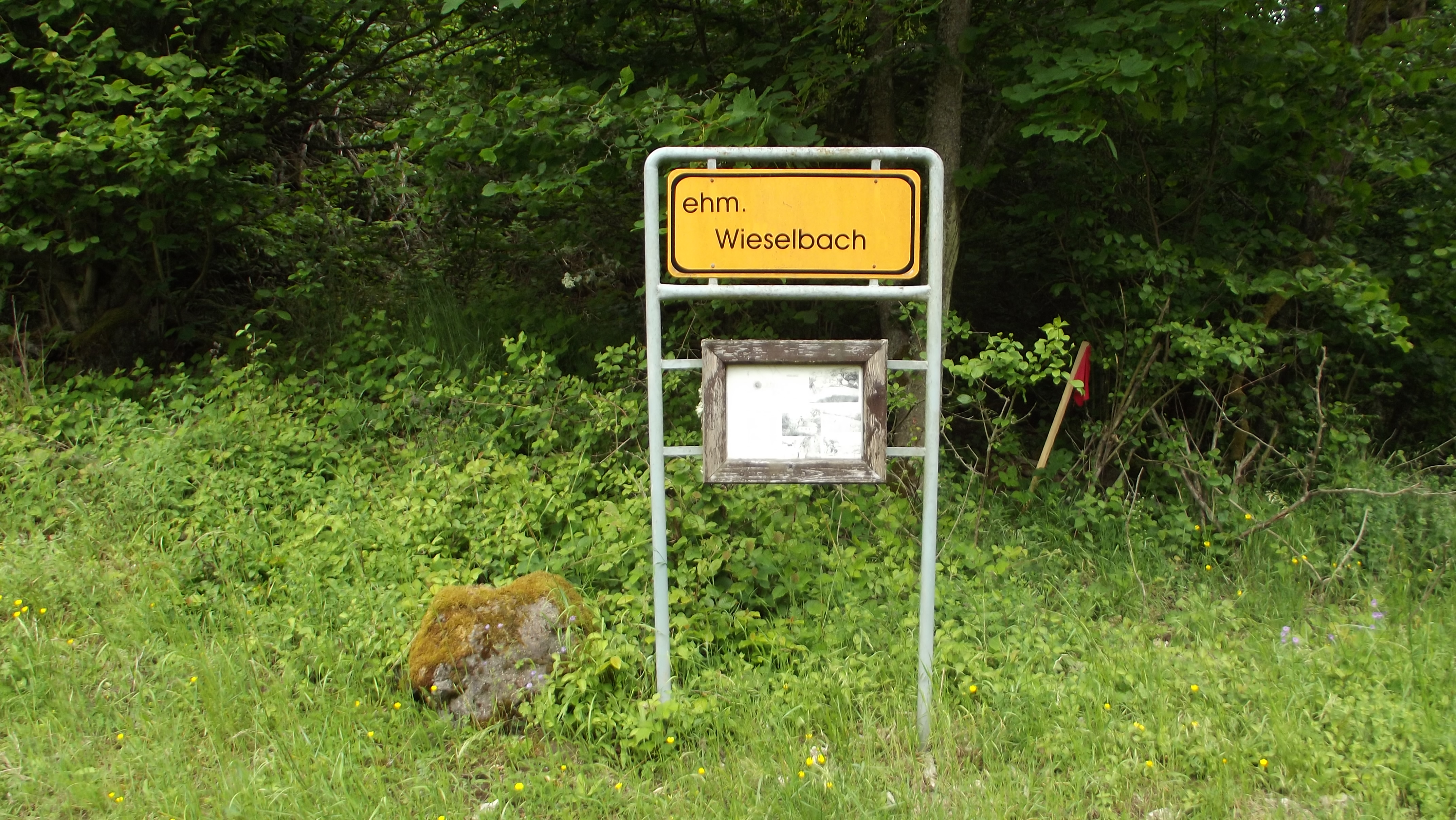
Gedenktafel

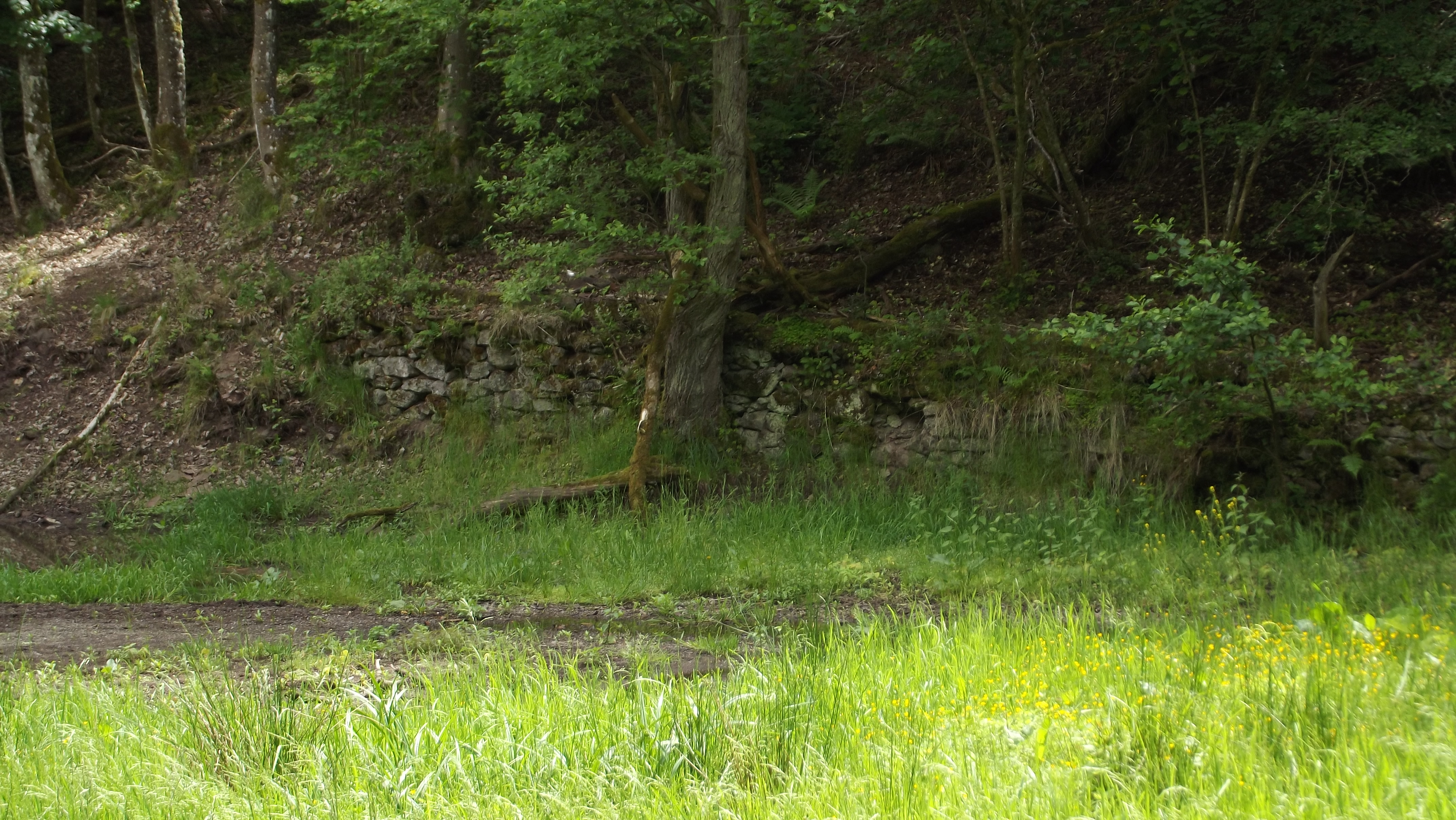
Ehemaliger Standort der Wieselbacher Kirche

Wieselbach ist eine Wüstung auf dem Truppenübungsplatz Baumholder in Rheinland-Pfalz.

## Geschichte
Das Dorf Wieselbach gehörte um 1600 zur Grafschaft Grumbach. 1933 hatte die Gemeinde im südlichen Landkreis Birkenfeld 219 Einwohner. Diese mussten 1937 bei Anlegung des  Truppenübungsplatzes Baumholder den Ort verlassen. Dieser wurde zur Wüstung, die Gemarkung gehörte bis 31. Dezember 1993 zum Gutsbezirk Baumholder, seither zur Stadt Idar-Oberstein.
Alljährlich treffen sich ehemalige Einwohner von Wieselbach und 13 anderen verlassenen Dörfern der Umgebung am einstigen Standort zum Austausch ihrer Erinnerungen.